# Koningslust
Koningslust (Limburgs: Kunningslus) is een kerkdorp in de gemeente Peel en Maas, in de provincie Limburg. De plaats telt 1.290 inwoners. Per 1 januari 2010 maakt Koningslust deel uit van de gemeente Peel en Maas.

## Naam
De naam van het dorp is afkomstig van Petrus de Koning (1754-1826), die in 1795 grote stukken heidegrond met boerderijen kocht in dit gebied. In dit gebied kon hij naar hartenlust jagen. Vandaar de naam. Voor hij in Helden kwam wonen, was hij kapitein der Bataafse dragonder lijfwacht in Indië, in dienst van de Verenigde Oostindische Compagnie. Later werd hij een welgestelde rentenier die neerstreek in Helden.
Hij trouwde in 1790 in Maaseik met Petronella van Zail. Zijn vader Leonard was praeceptor van de Latijnse School te Utrecht.
De familie De Koning exploiteerde een vrachtscheepvaartbedrijf op de Maas.
Zijn zoon de pastoor Leonard de Koning (1798-1868) stichtte in 1846 op het landgoed Koningslust de Congregatie van Broeders van de Derde Regel van de Heilige Franciscus. De monniken brachten de heidegrond in cultuur en bouwden het gesticht Koningslust en een kapel. De landerijen werden in 1853 aan het vicariaat Roermond, de voorloper van het Bisdom Roermond geschonken. Vanaf dat jaar mocht Koningslust ook een rectoraat heten.
Het gesticht werd in 1936 overgenomen door de Broeders van de Heilige Joseph, afkomstig uit Heerlen. Koningslust heeft veel land- en tuinbouw en veebedrijven. Het tehuis voor geestelijk gehandicapten, Huize Savelberg (genoemd naar mgr. Peter Joseph Savelberg), de oprichter van de Broeders van de Heilige Joseph, werd in 1937 gebouwd en is ook tegenwoordig een belangrijke werkverschaffer. Het tehuis maakt tegenwoordig onderdeel uit van de Stichting Daelzicht.

## Bezienswaardigheden
- Onbevlekt Hart van Mariakerk, uit 1955
- Mariakapel
- Sint-Antoniuskapel
- Sint-Leonarduskapel

## Natuur en landschap
Koningslust ligt op zandgrond op een hoogte van ongeveer 30 meter. Ten zuiden van Koningslust loopt de Everlose Beek in oostelijke richting. Daar weer ten zuiden van vindt men in het landschap nog het tracé van de - nimmer voltooide - Noordervaart. Het landschap toont stukjes landbouwgrond, afgewisseld met naaldbos.

## Compositie
In 1989 componeerde Hardy Mertens in opdracht van de plaatselijke fanfare Eendracht Maakt Macht het werk 'Leonardus Rex - opus 156' dat gaat over de ontstaansgeschiedenis van dit dorp en is vernoemd naar de stichter Leonardus de Koning (de bovengenoemde zoon van Petrus de Koning).

## Nabijgelegen kernen
Panningen, Beringe, Sevenum, Kronenberg, Grashoek, Maasbree